# Ганс-Карл фон Езебек
Барон Ганс-Карл фон Езебек (нім. Hans-Karl Freiherr von Esebeck; нар. 10 липня 1892, Потсдам — пом. 5 січня 1955, Ізерлон, Північний Рейн-Вестфалія) — німецький воєначальник часів Третього Рейху, генерал танкових військ (1944) Вермахту. Кавалер Лицарського хреста Залізного хреста (1940).

## Біографія
Військова кар'єра
- 25 вересня 1911 — фанен-юнкер
- 16 червня 1912 — фенріх
- 18 лютого 1913 — лейтенант
- 6 червня 1916 — оберлейтенант
- 1 березня 1923 — ротмістр
- 1 червня 1933 — майор
- 1 січня 1936 — оберстлейтенант
- 1 червня 1938 — оберст
- 15 квітня 1941 — генерал-майор
- 1 лютого 1942 — генерал-лейтенант
- 1 лютого 1944 — генерал танкових військ

25 вересня 1911 року вступив на військову службу фанен-юнкер до 3-го гвардійського уланського полку кайзерівської армії в Потсдамі. За часів Першої світової війни бився на Західному фронті у складі гвардійської кавалерійської дивізії Німецької імперії. З серпня 1917 року в штабі VI-го армійського корпусу. У вересні 1918 року включений до військової комісії, що працювала у Санкт-Петербурзі. За бойові заслуги на фронті відзначений низкою орденів Німецької імперії.
По завершенню світової війни в чині оберлейтенанта з 14 січня до 16 жовтня 1919 року командир добровольчого ескадрону 3-го гвардійського уланського полку. Зі створенням Рейхсверу залишився у лавах Збройних сил. Проходив службу на різних командних та штабних посадах у 115-му кавалерійському полку, 4-й Прусському рейтарському кінному полку, 1-й кавалерійській дивізії. З 6 жовтня 1936 до 1 квітня 1939 року командир 1-го кінного полку.
Напередодні Другої світової війни Езебек був призначений командиром 6-ї стрілецької бригади 1-ї легкої дивізії, яка 19 жовтня 1939 переформована на 6-ту танкову дивізію Вермахту. На чолі бригади бився в Польській кампанії в боях за Велюнь, Радом, Модлин, Варшаву. Після завершення бойових дій проти Польської держави, бригада разом з дивізією перекинута на Західний фронт до складу групи армій «B». З кінця квітня і до початку вторгнення до Франції бригада перебувала в районі Майєна, де готувалася до вторгнення до Франції.
У складі XLI-го корпусу Райнхардта, разом з корпусами Гота і Гудеріана, 6-та стрілецька бригада 6-ї танкової дивізії прорвала лінію Мажино поблизу Монтерме, і подолавши Арденни, 15 травня форсувала Маас. Увечері того ж дня був захоплений Монкорне в 65 км на захід від річки. Утворивши авангард сил корпусу 16 травня дивізія форсувала річку Уаза, а 19 травня — Північний канал. У ході наступу була розгромлена французька 2-га бронетанкова дивізія. 20 травня 1940 року у районі Дуллана відбувся бій з британською 36-ю бригадою, після чого місто було обійдено й дивізія рушила до узбережжя, вийшовши 23 травня до Касселя.
15 березня 1941 року він призначений командиром 15-ї стрілецької бригади 15-ї танкової дивізії й у квітні отримує військове звання генерал-майор.
13 квітня 1941 року генерал фон Есебек отримав посаду командира 15-ї танкової дивізії, котра разом з 21-ю танковою та 90-ю легкою дивізіями Африканського корпусу генерала Е.Роммеля в рамках операції «Зоненблуме» прибула до Італійської Лівії. Однак, вже 13 травня новий командир дивізії отримав поранення й був відправлений на лікування до Німеччини.
Після одужання, 24 серпня 1941 року він призначається командиром 11-ї танкової дивізії, що б'ється за Київ, замість оберста Г.Ангерна, що був важко поранений у бою за плацдарм у межиріччі Дніпра та Десни.
Після розгрому військ радянського Південно-Західного фронту генерал-полковника Кирпоноса, 11-ту дивізію генерала фон Есебека передають до складу XLVI-го моторизованого корпусу 4-ї танкової групи армій «Центр». 2 жовтня в ході операції «Тайфун» дивізія переправилася через річку Десна південно-східніше Єкімовичи, потім повернула на північний схід і путівцями вийшла на Мінське шосе, де послідовно збила заслони 149-ї, 53-ї і 17-ї стрілецьких дивізій. 5 жовтня війська фон Есебека продовжили наступ на північ уздовж залізниці Брянськ-Вязьма і 7 жовтня утворили ділянку внутрішнього кільця оточення південніше Вязьми.
У 20-х числах жовтня після знищення оточеного угруповання радянських військ дивізія перекинута в смугу оборони панфіловців 316-ї стрілецької дивізії. Однак, 20 жовтня командир дивізії здав командування з'єднанням генерал-майору В. Шеллеру і відбув до резерву фюрера.
17 лютого 1942 року його призначають командиром 2-ї танкової дивізії 9-ї польової армії генерала танкових військ В. Моделя. Бої в Ржевському виступі за утримання плацдарму для запланованого наступу Вермахту на Москву.
З 20 жовтня 1942 року, вже вдруге, виводиться до резерву фюрера, де перебуває до 20 червня 1943 року. Одночасно, виконує обов'язки командира XXXXVI-го танкового корпусу. З червня до 1 грудня 1943 командир оперативної групи фон Есебек у складі групи армій «Центр». Бої на Курській дузі, на лівобережній Україні.
1 грудня 1943 року призначений командиром LVIII-го резервного танкового корпусу групи армій «D», що входить до угруповання німецьких військ на Західному фронті у Франції.
З лютого 1944 року з перервами знову перебуває в резерві фюрера, у липні цього року призначається командувачем XVII-ого військового округу. Проте, вже 20 липня через замах на Гітлера підпадає під підозру у зраді та участі у заколоті й відстороняється від займаної посади. Незабаром заарештований і запроторений до військової в'язниці, звідкіля до концентраційного табору до кінця війни.
Звільнений після війни Ганс-Карл фон Езебек прожив решту свого життя у злиднях і помер 5 січня 1955 у місті Ізерлон.

## Нагороди
- Залізний хрест 2-го і 1-го класу
- Орден Фрідріха (Вюртемберг), лицарський хрест 2-го класу з мечами
- Орден «За заслуги» (Вальдек), 4-го класу з мечами (24 липня 1915)
- Хрест «За військові заслуги» (Австро-Угорщина) 3-го класу з військовою відзнакою (2 жовтня 1916)
- Орден Хреста Свободи 2-го класу з мечами (Фінляндія; 7 травня 1918)
- Пам'ятна медаль визвольної війни (Фінляндія; 15 серпня 1918)
- Сілезький Орел 2-го ступеня
- Почесний хрест ветерана війни з мечами
- Медаль «За вислугу років у Вермахті» 4-го, 3-го, 2-го і 1-го класу (25 років)
- Застібка до Залізного хреста 2-го і 1-го класу
- Лицарський хрест Залізного хреста (4 липня 1940)
- Німецький хрест в золоті (23 серпня 1942)
- Нагрудний знак «За поранення» в сріблі